# Taylor Rain
Taylor Rain (* 16. srpna 1981 Long Beach, Kalifornie) je americká pornoherečka a režisérka pornografických filmů.

## Kariéra
Taylor Rain poprvé vstoupila do pornografického průmyslu v listopadu 2001. V roce 2003 podepsala exkluzivní dvouletou smlouvu se společností Legend Video, která jí umožnila omezit počet scén, ve kterých vystupovala a poskytla jí osobního řidiče. Když společnost Legend Video od smlouvy ani ne po měsíci odstoupila, uvažovala Taylor o odchodu z pornografického průmyslu, ale místo toho si dala jen na nějakou dobu přestávku.
V srpnu 2004 podepsala běžnou smlouvu se společností Astrux Entertainment.
V roce 2005 si odbyla svůj režisérský debut u společnosti 1st Strike Films filmem „Ass Up Face Down“, ve kterém sama vystupovala. V tom samém roce podepsala kontrakt se společnostmi Defiance Films a Torrid Entertainment a vydražila jeden den s ní na natáčení na eBay za 3 900 dolarů.